# Josephinismus

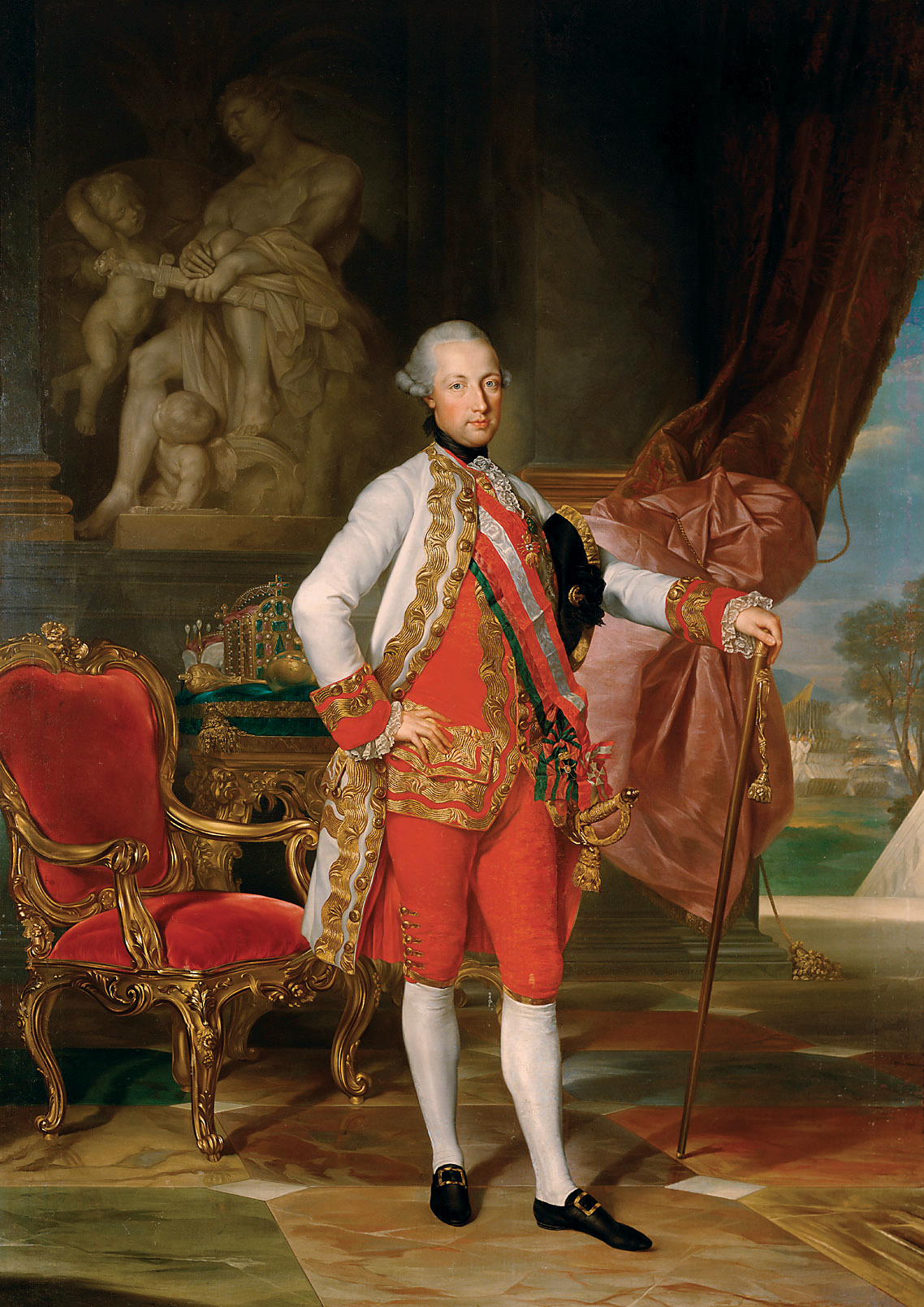
Kaiser Joseph II. (Porträt von Anton von Maron, 1775)

Josephinismus, abgeleitet von Kaiser Joseph II., bezeichnet die konsequente Unterordnung gesellschaftlicher Angelegenheiten unter die staatliche Verwaltung Österreichs nach den Prinzipien des aufgeklärten Absolutismus. Dem Prinzip nach realisierte bereits seine Mutter Maria Theresia ab ca. 1750 eher zurückhaltende säkulare Veränderungen. Das eigentliche, tief eingreifende Wirken von Joseph II. hierzu erstreckte sich über die Jahre 1781 bis zu seinem Tod im Februar 1790.
Man unterscheidet den Josephinismus im weiteren Sinn als gesamtgesellschaftliches Phänomen vom Josephinismus im engeren Sinn als einem Maßnahmenbündel staatlich gelenkter religiöser Autarkie.
Der Josephinismus stellt eine der Hauptquellen für die Katholische Aufklärung dar.

## Der allgemeine Josephinismus
Die von Joseph II. unter dem Leitsatz Alles für das Volk; nichts durch das Volk ins Werk gesetzten Reformen sind als eine „Revolution von oben“ zu begreifen. Seine Maßnahmen vollzog Joseph im Anschluss an die rationalistischen aufgeklärten Philosophen Hugo Grotius, Samuel von Pufendorf und Jakob Thomasius.
Um seine Eingriffe effektiver zu gestalten, die er selbst als den „Nutzen und das Beßte der größeren Zeit“ (Zeitalter der Aufklärung) verstand, verstärkte er die Kontrollmöglichkeiten und die Bürokratie. So wurden während seiner Herrschaft das Meldewesen und das System der Hausnummern eingeführt.
Joseph II. leitete 1781 mit dem Untertanenpatent das Ende der Leibeigenschaft ein und wurde in der späteren Legende zu „Joseph, dem Bauernbefreier“. Er verbot Korsettstangen für Mädchen, führte den Leinenzwang für Hunde ein und schaffte die zivile Todesstrafe ab – aus Nützlichkeitserwägungen, da er in den Delinquenten Arbeitskräfte, z. B. als Schiffszieher an der Donau, erkannte.
Er ließ anstatt prunkvoller Schlösser Krankenhäuser wie das Allgemeine Krankenhaus in Wien und den „Narrenturm“ (die erste psychiatrische Klinik Kontinentaleuropas) bauen.

## Der spezielle Josephinismus
Vorläuferideen des Josephinismus reichen in Österreich bis ins 13. Jahrhundert zurück. Die Verwaltung der kirchlichen Besitztümer wurde vor allem im 16. Jahrhundert als Problem wahrgenommen. In der zweiten Hälfte des 18. Jahrhunderts kursierten die Ideen des Febronianismus, der einem Staatskirchentum zuneigte, wie es in Frankreich mit dem Gallikanismus verwirklicht war. Staatskanzler Wenzel Anton Graf Kaunitz, der die österreichische Politik ab 1753 lenkte, war ein persönlicher Freund des Aufklärers Voltaire und ein Verfechter des Gallikanismus. Maria Theresias Hofarzt Gerard van Swieten, ein Jansenist, war Präsident der kaiserlichen Kommission für Erziehung. An der Universität hatte die Aufklärung in Karl Anton von Martini, Joseph von Sonnenfels und Paul Joseph von Riegger einflussreiche Fürsprecher; dort wurde für Josephs Idee einer Staatskirche in seinem Reich die juristische Grundlage geschaffen.
Nach dem Naturrecht ist der Hauptzweck eines Staates das größtmögliche Glück seiner Untertanen. Es sieht allein in der Religion die Institution, die durch die Bindung der Gewissen die Hindernisse betreffs der Vernachlässigung der Pflichten und dem Mangel an gegenseitigem Wohlwollen der Menschen entgegenwirken kann. Folglich sieht der Staat in der Religion den Hauptfaktor der Erziehung: „Die Kirche ist eine Abteilung der Polizei, die den Zielen des Staates zu dienen hat, bis die Aufklärung des Volkes soweit gediehen ist, dass sie ihre Ersetzung durch die weltliche Polizei erlaubt.“ (Sonnenfels).
Der Gelehrte Riegger leitete die Vorherrschaft des Staates über die Kirche von der Theorie eines ursprünglichen Vertrages („pactum unionis“) ab, in dessen Sinn die Regierung im Namen aller Individuen eine gewisse kirchliche Jurisdiktion übernimmt, die „Jura circa sacra“. Ein anderer Gelehrter (Franz Xaver Gmeiner) formulierte die Theorie, dass jede Gesetzgebung, die den Interessen des Staates widerspreche, dem Naturrecht und folglich dem Willen Christi widerspreche; infolgedessen habe die Kirche weder das Recht, solche Gesetze zu verordnen, noch könne der Staat sie akzeptieren.
Kaunitz reduzierte diese Grundregeln auf die Aussage: „Die Hoheit des Staates über die Kirche erstreckt sich auf die gesamte kirchliche Gesetzgebung und Praxis, die vom Menschen aufgestellt und geübt wird, und was die Kirche sonst an Zustimmung und Sanktion der weltlichen Macht verdankt. Infolgedessen muss der Staat immer die Macht haben, zu begrenzen, zu ändern oder früher gemachte Zugeständnisse rückgängig zu machen, wann immer es die Staatsräson, Mißbräuche oder veränderte Umstände erforderlich machen.“ Joseph II. erhob diese Absichten zu Regierungsprinzipien und behandelte die kirchlichen Institutionen als öffentliche Angelegenheiten des Staates.
Maria Theresia, die Mutter ihres Mitregenten Joseph II., stand dem Josephinismus weithin reserviert gegenüber. In staatskirchenrechtlicher Perspektive stellt der Josephinismus nämlich den Versuch dar, die geistliche Autorität der Kirche völlig in den Dienst der Monarchie zu stellen. Dies kollidierte mit der grundsätzlichen Eigenständigkeit der Kirche, die zwar zeitweilig zu Kompromissen bereit ist (z. B. durch ein Konkordat), die aber auf dieses Selbstverständnis nicht verzichten will.

## Die Reformen
Die Reformen erstreckten sich zum einen auf die katholische Kirche innerhalb des österreichischen Territoriums mit dem Ziel der Schaffung einer Staatskirche. Bistümer, kirchliche Orden und Stiftungen unterstanden bislang einer Vielzahl einander mitunter überschneidender ausländischer Ansprüche. Die päpstlichen und alle anderen kirchlichen Verordnungen wurden der kaiserlichen Zustimmung (placet) unterstellt; Entscheidungen über Ehehindernisse oblagen den Bischöfen; Beziehungen der Bischöfe mit Rom und der kirchlichen Orden mit ihren Generälen im Ausland waren verboten, teilweise aus Gründen der politischen Ökonomie. 1783 während eines Aufenthaltes in Rom drohte Joseph mit der Schaffung einer unabhängigen Staatskirche; er schaffte die Abhängigkeit von der päpstlichen Autorität ab, und durch einen Pflichteid band er die Bischöfe an den Staat. Die Annahme von päpstlichen Titeln und die Anwesenheit an der deutschen Universität in Rom wurden verboten; in Pavia wurde in Konkurrenz zur römischen eine deutsche Universität geschaffen.
Des Weiteren erfolgte auch eine Umgestaltung der Rechtsprechung. Den Schultheißen wurde am 22. Juli 1765 ihre bis dahin uneingeschränkte niedere Gerichtsbarkeit entzogen und diese am 4. Mai 1766 an Justiziare mit juristischer Ausbildung übertragen.

### Das Prinzip der Toleranz

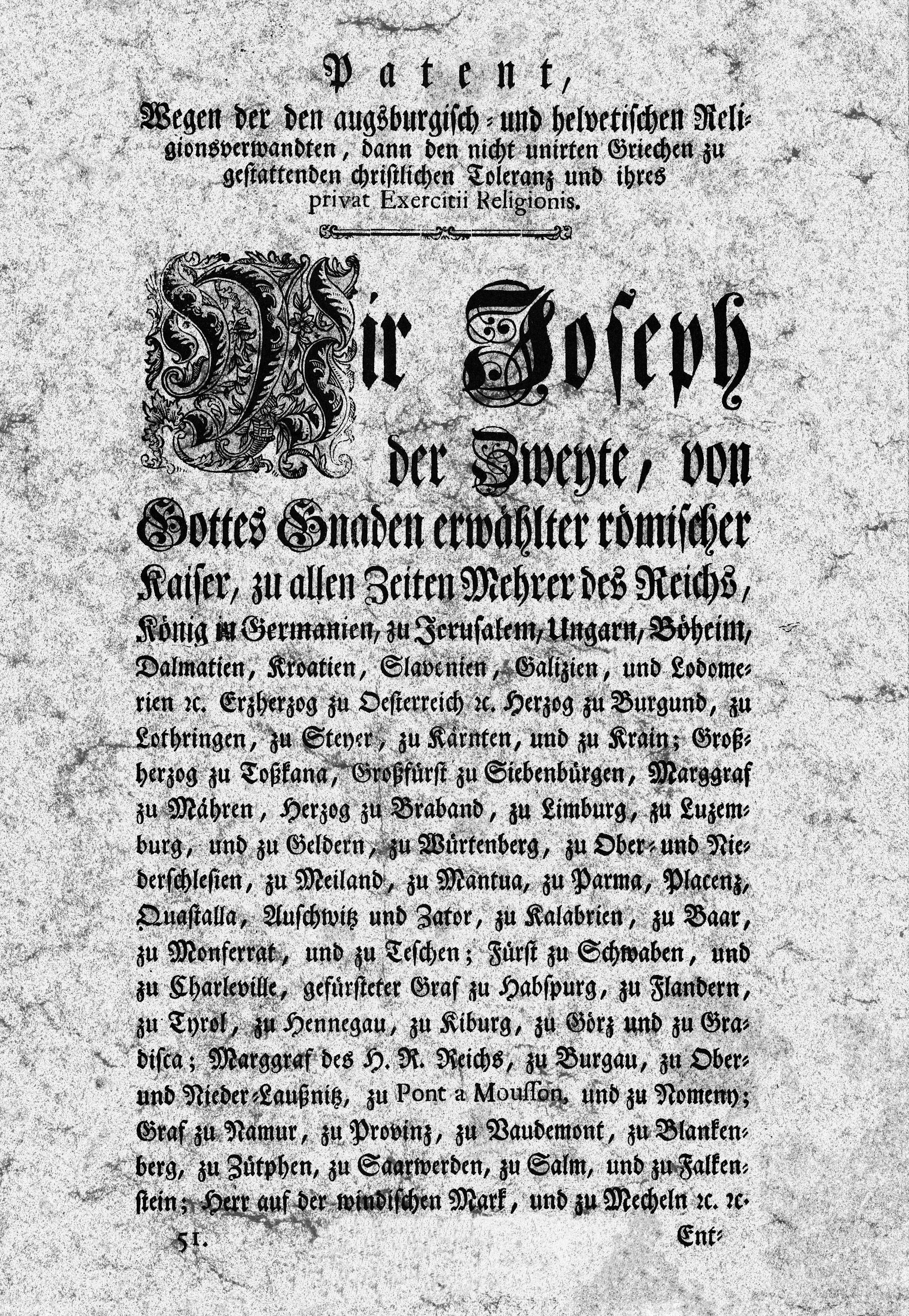
Das Toleranzpatent von 1781

Das Toleranzpatent von 1781 bewilligte zunächst (13. Oktober) den griechisch-orthodoxen Gläubigen und den Protestanten die freie Religionsausübung und die Bürgerrechte. So wurde die Errichtung protestantischer Toleranzbethäuser (ohne Turm und zur Straße führenden Eingang) genehmigt; auch durften nunmehr Kinder von Protestanten an der Universität studieren. Die Erlaubnis zur Konversion wurde allerdings wieder eingeschränkt; ab 1787 musste sich ein Konversionswilliger vor dem Schritt aus der katholischen Kirche einem 6-wöchigen Glaubensunterricht unterziehen.
Auch für die Juden öffnete das Toleranzpatent neue Entfaltungsmöglichkeiten und fand in der zeitgleichen jüdischen Aufklärungsströmung Haskala lebhaften Widerhall. Es gab aber für diese Glaubensrichtung kein einheitliches Patent, sondern solche, die an die örtlichen Gegebenheiten der Provinzen angepasst waren und zu unterschiedlichen Zeitpunkten eingeführt wurden:
- Böhmen am 19. Oktober 1781
- Schlesien am 15. Dezember 1781
- Wien und Niederösterreich am 2. Jänner 1782[3]
- Ungarn am 31. März 1783
- Galizien tatsächliche Einführung erst am 30. September 1789

Das Freimaurerpatent Josephs II. vom 11. Dezember 1785 unterwarf die Logen minutiöser Staatskontrolle, eine österreichische Großloge wurde eingerichtet, viele Wiener Logen fusionierten oder stellten die maurerische Tätigkeit ein, die Zahl der Logen in den Kronländern wurde auf jeweils eine beschränkt, die wiederum hierarchisch der Großloge unterstehen sollten. Von Joseph als schwärmerisch-staatsgefährdend angesehene, potentiell konspirative Gruppen, die von der regulären Hochgradmaurerei der Großloge abwichen, wie die Gold- und Rosenkreuzer, die Asiatischen Brüder und das Klerikat wurden damit implizit verboten. Josephs Freimaurerpatent, in dem die Maurerei als „Gaukeley“ bezeichnet wird, enttäuschte und konsternierte seine früheren Parteigänger. Es ist auch im Kontext der Verschwörungsobsession zu sehen, die mit der Entdeckung des Illuminatenordens (1784) in Europa entfesselt wurde.

### Das Prinzip des Zentralismus
Diese Erleichterungen gingen einher mit einer zahllosen Reihe minutiöser formaler religiöser Vorschriften. So verfügte Joseph II. am 23. August 1784 die Schließung aller innerörtlichen Friedhöfe aus Gründen der „Hygiene“. Der Bestattungsritus sollte fortan unter Verzicht auf einen festen Sarg durch einen wieder verwendbaren zusammenklappbaren Gemeindesarg erfolgen. Diese Verfügung zog er aufgrund des Widerspruchs in der Bevölkerung nach kurzer Zeit zurück.
Um dem mit der Gegenreformation aufgekommenen ausufernden Gepränge entgegenzusteuern, erließ Joseph II. Verordnungen bis hin zur Zahl und Länge der Kerzen, der Art der Predigten, den Gebeten und Gesängen. Alle überflüssigen Altäre und alle prunkvollen Gewänder und Bilder waren zu entfernen; verschiedene Passagen im Brevier sollten überklebt werden. Keine dogmatischen Fragen sollten auf der Kanzel erörtert werden; man erwartete vielmehr öffentliche Verlautbarungen und praktische Hinweise etwa zur Feldbestellung. „Unseren Bruder, den Sakristan“, nannte Friedrich der Große Joseph, den er als den Schöpfer eines gereinigten Gottesdienstes ansah.

### Feiertagsregulierung
Ein weiterer Schritt war die deutliche Verringerung der arbeitsfreien Tage, die sogenannte Feiertagsregulierung: Durch die Verordnung vom 6. Oktober 1771 wurde die Zahl der arbeitsfreien Sonntage und Feiertage in Österreich auf konkret genannte Tage eingeschränkt. Dies geschah nach Rücksprache mit Papst Clemens XIV., der unter Hinweis auf die bereits von Papst Benedikt XIV. eingestandene Vorgangsweise die Untertanen von den Pflichten befreite, die ansonsten an Feiertagen einzuhalten gewesen wären.
Im 15. Jahrhundert hatte es in Wien außer den 52 Sonntagen noch 42 zusätzliche Feiertage gegeben. Über 25 Prozent eines Kalenderjahres hatten damit aus arbeitsfreien Tagen bestanden, für deren Feier die Bevölkerung (wenn katholisch) zum vorbereitenden Fasten und zum Messbesuch verpflichtet gewesen wäre.

## Klosteraufhebungen und Religionsfonds

### Vorgeschichte
Um die Gegenreformation zu unterstützen, förderte Bischof Melchior Khlesl mit Unterstützung Ferdinand II. die Ansiedlung mehrerer Orden in und um Wien, und bestehende Orden bauten ihre Klöster im barocken Stil aus. Auftakt der Klosterinitiative war der 1603 begonnene Umbau der Franziskanerkirche. Durch die Unterstützung loyaler Adelsfamilien wurde daraus ein regelrechter österreichweiter „Klosterboom“. In der Residenzstadt Wien mit ihren Vorstädten und Vororten gab es im Jahr 1660 nicht weniger als 25 Klöster, die auf 125 im Jahre 1700 anwuchsen. Im Jahre 1765 gab es in Niederösterreich 7.200 Mönche, davon 1.500 in Wien. Viele Neugründungen waren in der Regel schwach dotiert und fielen der Bevölkerung durch Betteln zur Last. In Wien selbst (heute Innere Stadt) gab es vor 1782 insgesamt 13 Männer- und sieben Frauenklöster, wovon dann drei Männer- und sechs Frauenkongregationen aufgehoben wurden. In der näheren Umgebung wurden insgesamt 18 Klöster aufgelöst.
Die Josephinische Grundidee – Reduzierung der Klöster und dafür Vermehrung der Pfarreien – wurde schon von seinem ganz in der Tradition des Barockkatholizismus stehenden Großvater Karl VI. geteilt. Unter Kaiserin Maria Theresia wurde mit entsprechenden Maßnahmen begonnen. 1751 kündigte sie eine große Remedur des Ordens- und Klosterwesens an, deren Grundtendenz es war, den Klöstern und Stiften die privilegierte Stellung zu nehmen und die Konventualen als Bürger und Untertanen des Staates zu sehen (Staatskirche). Weiters wurde schon damals versucht, die Zahl der Mönche und Nonnen zu limitieren. Das Professalter wurde auf 24 Jahre angehoben. Ab 1767 durften Klöster Novizen nur noch als Ersatz für verstorbene oder unheilbar kranke Ordensmitglieder aufnehmen. In der Lombardei kam es zu 80 Klosteraufhebungen vor 1780. In den Kernländern begann man damit erst 1773, als Maria Theresia nach der Aufhebung des Jesuitenordens durch Papst Clemens XIV. die Jesuitenniederlassungen widerwillig auch in Österreich auflöste. Der Orden verlor dadurch 4 Häuser in Wien.

### Josephinische Kirchenreform
Joseph betrachtete den Staat als Verwalter der weltlichen Güter der Kirche und formulierte diesen Gedanken in einem Gesetz, welches das Vermögen aller Kirchen, Sakralbauten und Ausstattungen seines Territoriums in ein großes Vermögen für die verschiedenen Erfordernisse des praktischen Gottesdienstes in einem sogenannten Religionsfonds zusammenfasste. Die Sakralbauten, der gesamte kirchliche Besitz, die Kapellen, die Abteien und Stifte und aller sakrale Zierrat wurden in ein neues Vermögen überführt.
Joseph ging auch gegen die Klöster vor, die ihm als „Quellen des Aberglaubens und des religiösen Fanatismus“ galten. Ihre Zahl war in den österreichischen Erbländern und Ungarn im Jahre 1770 auf 2.163 mit 45.000 Angehörigen angewachsen. Der Aufhebungsbeschluss betraf 1782 zunächst die kontemplativen Orden, die der Kaiser als „unnütz“ erachtete. Seit 1783 wurden dann, bedingt durch den Gedanken des 1782 errichteten Religionsfonds, die sogenannten „wohlhabenden Prälaten“ Hauptziel seiner Aufhebungsmaßnahmen. Eine Reise von Pius VI. nach Wien im März 1782 verlief ergebnislos. Von 915 Klöstern (762 Männer-, 153 Frauenklöster) von 1780 im deutschsprachigen Österreich (mit Böhmen, Mähren und Galizien) blieben 388 erhalten. Durch diese Maßnahmen wuchs der „Religionsfonds“ auf 35.000.000 Gulden.
Die Aufhebung von Klöstern und Einsiedeleien bewirkte kein Wachstum des Fonds, und die Aufhebung der Orden 1783 zeigte ebenfalls finanzielle Einbußen. Ihr Besitz wurde zur Hälfte pädagogischen Zwecken gewidmet, die andere Hälfte, „mit allen ihren kirchlichen Privilegien, Einkünften und Gütern“ in eine neue „Einzige Wohltätige Verbindung“ überführt, die den Charakter sowohl eines Ordens als auch einer wohltätigen Anstalt besaß und soziale Not beenden sollte.
Jenen Stiften und Klöstern, die behaupteten exemt zu sein und nicht der bischöflichen Aufsicht zu unterliegen, wurde dieses Recht mit dem kaiserlichen Patent vom 11. September 1782 kurzerhand abgesprochen und sie mit sofortiger Wirkung der Jurisdiktion des zuständigen Ordinarius unterstellt.

### Neue Pfarrgemeinden, neue Regeln für Bestattungen
Die Aufhebung von Filialkirchen und Kapellen ermöglichte Joseph die Gründung neuer Pfarrgemeinden. Der Staat beanspruchte zudem die Ausbildung des Klerus und seinen Einsatz in den Gemeinden, um sowohl den Gottesdienst als auch die soziale Fürsorge zu gewährleisten. Jede Ortskirche sollte über eine Wegstrecke von höchstens einer Stunde für jedes Gemeindeglied erreichbar sein; für jeweils 700 (römisch-katholische) Seelen, in gemischtreligiösen Gebieten nur 500 oder auch weniger, sollte eine Kirche zur Verfügung stehen. Dafür wurde mit den Direktivregeln für das Pfarreinrichtungsgeschäft eine organisatorische Vorgabe geschaffen.
1784 wurden Regeln erlassen, wonach Bestattungen nicht mehr, wie bis dahin üblich, um die Kirche herum stattfinden sollten, sondern auf Grundstücken außerhalb der Orte. Nach der Einsegnung in der Kirche sollten die Leichen „… in die außer den Ortschaften gewählten Freidhöfe zur Eingrabung ohne Gepränge überbracht werden.“ Ausdrücklich wurde geboten, dass „… alle Leichen in einen leinenen Sack ganz bloß ohne Kleidungsstücke eingenähet …“ und in der Totentruhe auf den Friedhof gebracht würden. Dort sollte die Leiche im Sack aus der Totentruhe genommen, in das Grab gelegt, mit ungelöschtem Kalk überworfen und gleich mit Erde zugedeckt werden. Die Totentruhen durften nicht mit den Leichen begraben werden, sondern sollten für andere Leichen verwendet werden (ausgenommen Leichen mit ansteckenden Krankheiten, deren Totentruhen noch am Friedhof verbrannt werden sollten). Für den Fall, dass sich wegen der neuen Beerdigungsart Tumulte ergäben, konnte von den Seelsorgern die Hilfe der staatlichen Behörden (Kreisämter) angefordert werden. Diese Regeln führten zu derartigem Unmut in der Bevölkerung, dass sie, zumindest was die Vorgangsweise mit den Totentruhen betraf, nach wenigen Monaten insoweit zurückgenommen wurden, als jedem freigestellt wurde, das zu tun, „… was er für seinen Körper in Voraus für das Angenehmste hält“. Die Begräbnisregeln wurden in der Folge mehrfach ergänzt, an der grundsätzlichen Linie zur Vermeidung unnötigen Aufwandes änderte sich jedoch nichts.

### Versorgungsprinzip
Joseph bestimmte eine festgelegte Summe für Pensionen ehemaliger Mönche und Nonnen sowie für Gehälter von Pfarrstelleninhabern. Stiftungen ohne eine seelsorgerische Tätigkeit, Einkünfte in größeren Kirchen und von allen Kanonikern über eine lokal festgelegten Zahl hinaus fielen dem Religionsfonds zu, die Einkünfte wurden auf die Pfarrstelleninhaber verteilt. Für die Ausstattung der Bistümer wurde eine Höchstsumme festgelegt, der Überschuss floss dem Religionsfonds zu, ebenso die Einkünfte von Vakanzen.
Der Religionsfonds musste für die Kosten der Einsetzung der Geistlichen unter staatlicher Kontrolle aufkommen, für die Generalseminare und die Unterstützung der jungen Geistlichen, die Institute für die praktische Ausbildung der Priester und die Unterstützung der pensionierten Priester.
Die Durchführung der josephinischen Reformen und die Aufhebung der Orden trafen auf Widerstand im Volk. Die Gestaltung von Messen und Altären, Oratorien, Kapellen und Orden, Prozessionen, Pilgerfahrten und Andachten waren durch die neue Gottesdienstregel eingeschränkt.
Die Überführung des kirchlichen Besitzes in einen einzigen Fonds war praktisch nicht möglich. Im Fall des Klosterbesitzes stellte sie einen großen Verlust dar. Das Vermögen jeder Kirche und Stiftung musste öffentlich angegeben, in eine staatliche Anleihe umgewandelt und in den Religionsfonds investiert werden.
Eine Steuer wurde auf Kirchenbesitz erhoben, der der Säkularisation entgangen war. Seit 1788 wurde sie den noch bestehenden Orden und dem weltlichen Klerus auferlegt.

## Generalseminare
Die „Studienreform“ Maria Theresias, Rautenstrauchs „Studienplan“ 1776 und die Einführung von Riechers „Handbuch des kanonischen Rechts“ bahnten den Weg für die Schaffung theologischer Generalseminare. Joseph gründete zwölf: in Wien, Graz, Prag, Olmütz, Pressburg, Pest, Innsbruck, Freiburg, Lemberg (zwei für Galizien – griechischer und lateinischer Ritus), Löwen und Pavia.
1783 wurden im Rahmen des „Klostersturms“ alle Klosterschulen und bischöflichen Seminare geschlossen. Die „Generalseminare“ wurden den Universitäten als Konvikte angeschlossen, hatten jedoch eigene theologische Kurse. Fünf Jahre des Studiums erfolgten in einer bischöflichen Ausbildungseinrichtung (Priesterhaus) oder einem Kloster. Die Grundregeln der Seminardirektoren waren liberal, gemäß der rationalistischen Theologie des Staates. Eine scharfe Opposition erwuchs besonders auf Seiten der kirchlichen Stiftungen und Klöster. Die Novizen, erzogen auf eigene Kosten in den Generalseminaren, verloren vielfach ihre Ordensberufung.